# دارل هورچر
دارل هورچر (انگلیسی: Darrell Horcher؛ زادهٔ ۲۸ ژوئیهٔ ۱۹۸۷) ورزشکار هنرهای رزمی ترکیبی اهل ایالات متحده آمریکا است. وی از سال ۲۰۱۰ میلادی تاکنون مشغول فعالیت بوده‌است.